# گمینا لیپنگتسا مورووانا
گمینا لیپنگتسا مورووانا (به لهستانی:  Gmina Lipnica Murowana) یک گمینا در لهستان است که در شهرستان بوخنگا واقع شده‌است. گمینا لیپنگتسا مورووانا ۶۰٫۶۲ کیلومتر مربع مساحت و ۵٬۴۸۰ نفر جمعیت دارد.